# Baljuwschap Delfland
Het baljuwschap Delfland  was een tot het graafschap Holland behorend baljuwschap.
Oorspronkelijk behoorde het gebied tot het baljuwschap Rijnland. Een afzonderlijk baljuwschap Delfland werd voor het eerst vermeld in 1289. Tot 1413 hadden de baljuwschap Schieland en Delfland dezelfde baljuw.
Met de komst van de Bataafse Republiek in 1795 kwam er een einde aan het baljuwschap.
Het gebied van het baljuwschap was beduidend kleiner dan het gebied van het hoogheemraadschap van Delfland. Buiten het baljuwschap vielen de hoge heerlijkheden en een aantal ambachten die in het bezit waren van de steden Delft en Vlaardingen.
Tot het baljuwschap behoorden de volgende ambachtsheerlijkheden:
1. Maasland
2. Maassluis (in 1614 afgesplitst van Maasland)
3. Schipluiden
4. Pijnacker
5. Nootdorp
6. Berkel (met Rodenrijs)
7. Kethel
8. Dorp Ambacht
9. Hodenpijl
10. Sint Maartensrecht
11. Ruiven
12. Hoogveen
13. Babberspolder
14. Spaland
15. Groeneveld